# Матійко Олександр Васильович
Олекса́ндр Васи́льович Маті́йко (нар. 18 жовтня 1950, Красноярськ, РРФСР, СРСР) — радянський і український художник-живописець, заслужений діяч мистецтв України (2013), доцент і завідувач кафедри дизайну Національного університету кораблебудування імені адмірала Макарова, член Миколаївської обласної організації Національної спілки художників України (1986).

## Життєпис
Народився 18 жовтня 1950 року в місті Красноярськ в Росії. У 1978 році закінчив живописно-педагогічне відділення Одеського державного училища імені Митрофана Грекова (педагоги за фахом Г. Гармидер і С. Лукін).
У 1980-ті роки очолював художньо-промисловий комбінат при спілці художників СРСР на посаді головного художника. З 1985 по 1987 роки — головний художник міста Миколаїв.
Член Миколаївської обласної організації Національної спілки художників України з 1986 року. 
Брав участь у проєктуванні, розробці та оформленні «Залу Громадянської війни» та «Залу Великої Вітчизняної війни» в обласному краєзнавчому музеї «Старофлотські казарми».
З 1999 року викладає в Національному університеті кораблебудування імені адмірала Макарова. У 2015 році отримав звання доцента університету, з 2019 року обіймає посаду завідувача кафедри дизайну. Науково-дослідна робота пов'язана з вивченням сучасних тенденцій та напрямів живопису. Має понад 20 публікацій наукового та навчально-методичного характеру, видається у професійних художніх каталогах та журналах Національної спілки художників України.
У 2007 році закінчив Київський національний університет культури і мистецтв.

## Творчий доробок
Працює в галузі станкового живопису, в жанрі тематичної картини, портрета, пейзажу. Створив ряд картин, присвячених німецько-радянській війні. З 1971 року активний учасник численних виставок в Україні та за її межами.
Окремі роботи зберігаються у приватних колекціях США, Німеччини, Бельгії, Нідерланд, Франції, Ізраїлю, в Міністерстві культури України і Миколаївському обласному художньому музеї імені В. В. Верещагіна.

### Вибрані твори
- «Діти війни. Лист батькові. Рік 1943» (1983);
- «Сон у святкову ніч», «Очікуване явище» (обидва — 1989);
- «Юдове дерево» (1992);
- «Із циклу 365» (2004);
- «Поет і муза» (2005);
- «Ребус» (2006);
- «Рідна мати моя...», «Політ кондора» (триптих, усі — 2007);
- «Рибалка» (2009);
- «Доля» (2010);
- «Осінні квіти» (2011).

### Виставки

#### Міжнародні
- Всесоюзні молодіжні виставки у залах Академії мистецтва (Москва, Ленінград, 1983—1984);
- Міжнародні виставки в Бельгії, Голландії, Люксембурга, Франції (1995);
- «Дні України в Росії» (Москва, 2002).

#### Всеукраїнські
- Республіканська виставка «На страже завоеваний социализма» (Київ, 1983);
- Республіканська виставка «Світ і молодь» (Київ, 1985);
- Конкурс молодих художників на кращу соціально-політичну картину (Київ, 1985);
- Республіканська виставка «Мальовнича Україна» (1986);
- Звітна виставка Миколаївської обласної організації Національної спілки художників України (Київ, 2001);
- Всеукраїнська виставка до дня художника (Київ, 2004; 2005; 2008);
- Всеукраїнська виставка «Різдвяна» (2006).

#### Обласні
- «40 років визволення Миколаївщини» (Миколаїв, 1984);
- «40 років перемоги» (Миколаїв, 1985).

#### Персональні
- Миколаїв (2011)[6].

## Нагороди, звання
- Почесний диплом Національної академії мистецтв України (2011);
- Лавреат Миколаївської обласної премії імені Миколи Аркаса (2010);
- Звання «Заслужений діяч мистецтв України» (24 серпня 2013).